# Horst Hempel
Horst Hempel (* 3. Februar 1910 in Königsberg; † 6. Juni 1990 in Düsseldorf) war ein deutscher SS-Unterscharführer und Rapportschreiber des KZ Sachsenhausen.

## Leben
Hempel war Sohn eines Schmiedemeisters. Nach dem Besuch der Volksschule machte er von 1924 bis 1928 eine Lehre als Uhrmacher und arbeitete anschließend als Geselle in einer Königsberger Werkstatt. Im Jahre 1933 wurde er Mitglied der SS. Im April 1937 erhielt er eine Anstellung als Werkstattleiter eines Uhrenfachgeschäfts in Düsseldorf. Am 10. Juni 1937 beantragte er die Aufnahme in die NSDAP und wurde rückwirkend zum 1. Mai desselben Jahres aufgenommen (Mitgliedsnummer 4.589.031).
Nach einer militärischen Ausbildung beim SS-Totenkopfverband in Berlin-Lichterfelde als nicht kriegsverwendungsfähig eingestuft, erfolgte Anfang 1940 seine Versetzung zum Wachbataillon des KZ Sachsenhausen. Im April 1941 konnte Hempel in den Kommandanturstab von Sachsenhausen überwechseln. Im Herbst 1941 wurde er zum Rapportschreiber in der Schreibstube der Abteilung Schutzhaftlagerführung ernannt. Diese Stelle behielt er bis Kriegsende bei. Zudem war er Blockführer. Hempel war am Massenmord an über 10.000 sowjetischen Kriegsgefangenen beteiligt. Im Februar 1945 nahm er an der großen Lagerselektion teil. Wegen seiner Teilnahme an der Auswahl der Opfer wurde er von den Häftlingen „Der Todesengel“ genannt.
Bei Kriegsende geriet er zunächst in amerikanische Kriegsgefangenschaft, wurde aber im Juni 1946 an die sowjetischen Besatzungstruppen ausgeliefert. Am 31. Oktober 1947 wurde er vom sowjetischen Militärgericht zu lebenslanger Haft mit Zwangsarbeit verurteilt. Er verbüßte einen Teil seiner Haft im Straflager in Workuta.
Anfang 1956 kehrte Hempel als nichtamnestierter Kriegsverbrecher nach Deutschland zurück. Er lebte in Düsseldorf, wo er als Uhrmachermeister tätig war. Ab Mitte September 1960 stand er zusammen mit August Höhn und Otto Böhm vor dem Landgericht Düsseldorf. Am 15. Oktober 1960 wurde er vom Landgericht Düsseldorf wegen Beihilfe zum Mord zu 5 Jahren Haft verurteilt, die jedoch durch die Haftzeit in der Sowjetunion als verbüßt galten.